# František Feczko
František Feczko, často uváděný i jako František Fecko, (12. února 1925) je bývalý slovenský fotbalista, záložník, reprezentant Československa. Po skončení aktivní kariéry působil jako fotbalový trenér. Jeho synem je fotbalista Peter Fecko, bratrancem byl fotbalista Ján Gajdoš. Jeho bratr byl ligový fotbalista Košic.

## Fotbalová kariéra
V československé lize hrál za Dynamo ČSD Košice a Tatran Prešov. Nastoupil v 82 ligových utkáních a dal 8 ligových gólů. V československé reprezentaci odehrál 11. 5. 1952 přátelské utkání s Rumunskem, které skončilo prohrou 1-3.

## Ligová bilance
| Ročník                                     | Zápasy | Góly | Klub              |
| ------------------------------------------ | ------ | ---- | ----------------- |
| Celostátní československé mistrovství 1950 | 3      | 1    | Dynamo ČSD Košice |
| Mistrovství československé republiky 1951  | 24     | 3    | Dynamo ČSD Košice |
| Mistrovství československé republiky 1952  | 23     | 1    | Dynamo ČSD Košice |
| Přebor československé republiky 1953       | 13     | 2    | Tatran Prešov     |
| Přebor československé republiky 1954       | 10     | 1    | Tatran Prešov     |
| Přebor československé republiky 1955       | 9      | 0    | Tatran Prešov     |
| CELKEM                                     | 82     | 8    |                   |

## Trenérská kariéra
- 1965/66 Lokomotíva Košice